# NAZ
NAZ Co., Ltd. (株式会社NAZ Kabushiki-gaisha nazu?) es un estudio japonés de animación, cuya sede central se encuentra en Musashino, Tokio. Es conocido por producir la primera temporada de Hamatora, así como también por su adaptación de la novela visual Dramatical Murder a serie de anime.

## Trabajos

### Anime
| Año  | Título                                        | Director(es)      | Fecha de primera transmisión | Fecha de última transmisión | Eps. | Notas | Refs. |
| ---- | --------------------------------------------- | ----------------- | ---------------------------- | --------------------------- | ---- | --- | ----- |
| 2014 | Hamatora The Animation                        | Seiji Kishi       | 8 de enero de 2014           | 26 de marzo de 2014         | 12   | Adaptación del manga escrito por Yukino Kitajima e ilustrado por Yū Wazu.                                             |       |
| 2014 | Dramatical Murder                             | Kazuya Miura      | 6 de julio de 2014           | 21 de septiembre de 2014    | 12   | Adaptación de la novela visual desarrollada por Nitro+Chiral.                                                         |       |
| 2017 | Hajimete no Gal                               | Hiroyuki Furukawa | 12 de julio de 2017          | 13 de septiembre de 2017    | 10   | Adaptación del manga escrito e ilustrado por Meguru Ueno.                                                             | [ 1 ] |
| 2018 | Angolmois: Genkou Kassenki                    | Takayuki Kuriyama | 11 de julio de 2018          | 26 de septiembre de 2018    | 12   | Adaptación del manga escrito por e ilustrado por Nanahiko Takagi.                                                     | [ 2 ] |
| 2018 | Ore ga Suki nano wa Imōto dakedo Imōto ja nai | Hiroyuki Furukawa | 10 de octubre de 2018        | 19 de diciembre de 2018     | 10   | Adaptación de la novela ligera escrita por Seiji Ebisu e ilustrada por Gintarō. Coproducción junto a Magia Doraglier. | [ 3 ] |
| 2020 | ID:Invaded                                    | Ei Aoki           | 5 de enero de 2020           | 22 de marzo de 2020         | 13   | Historia original. | [ 4 ] |
| 2020 | Infinite Dendrogram                           | Tomoki Kobayashi  | 9 de enero de 2020           | 16 de abril de 2020         | 13   | Adaptación de la novela ligera escrita por Sakon Kaidō e ilustrada por Taiki.                                         | [ 5 ] |
| 2021 | Itazuraguma no Gloomy                         | Takehiro Kubota   | 12 de abril de 2021          | 28 de junio de 2021         | 12   | Historia original. | [ 6 ] |
| 2022 | Hoshi no Samidare                             | Nobuaki Nakanishi | 9 de julio de 2022           | 24 de diciembre de 2022     | 24   | Adaptación del manga escrito e ilustrado por Satoshi Mizukami.                                                        | [ 7 ] |

### OVAs
| Año  | Título                                                    | Director(es)      | Fecha de primera transmisión | Fecha de última transmisión | Eps. | Notas                                                         | Refs. |
| ---- | --------------------------------------------------------- | ----------------- | ---------------------------- | --------------------------- | ---- | ------------------------------------------------------------- | ----- |
| 2014 | Hamatora The Animation: Saishuukai Chokuzen! Mao ga Okuru | Seiji Kishi       | 21 de marzo de 2014          | 21 de marzo de 2014         | 1    | Resumen de Hamatora The Animation.                            |       |
| 2014 | DRAMAtical Murder: Data_xx_Transitory                     | Kazuya Miura      | 24 de diciembre de 2014      | 24 de diciembre de 2014     | 1    | Adaptación de la novela visual desarrollada por Nitro+Chiral. |       |
| 2017 | Hajimete no Gal: Hajimete no Bunkasai                     | Hiroyuki Furukawa | 26 de diciembre de 2017      | 26 de diciembre de 2017     | 1    | Adaptación del manga escrito e ilustrado por Meguru Ueno.     |       |

### ONAs
| Año  | Título              | Director(es)            | Fecha de primera transmisión | Fecha de última transmisión | Eps. | Notas                                                       | Refs.  |
| ---- | ------------------- | ----------------------- | ---------------------------- | --------------------------- | ---- | ----------------------------------------------------------- | ------ |
| 2021 | ID:Indeed           | Ei Aoki Atsushi Ikariya | 8 de enero de 2021           | 26 de marzo de 2021         | 12   | Spin-off cómico de ID:Invaded.                              |        |
| 2022 | Thermae Romae Novae | Tetsuya Tatamitani      | 28 de marzo de 2022          | 28 de marzo de 2022         | 11   | Adaptación del manga escrito e ilustrado por Mari Yamazaki. | [ 8 ]  |
| 2023 | Good Night World    | Katsuya Kikuchi         | 12 de octubre de 2023        | 12 de octubre de 2023       | 12   | Adaptación del manga escrito e ilustrado por Uru Okabe.     | [ 9 ]  |
| 2024 | Garōden             | Atsushi Ikariya         | 23 de mayo de 2024           | 23 de mayo de 2024          | —    | Adaptación de la novela escrita por Baku Yumemakura.        | [ 10 ] |

### Otros proyectos
- Danganronpa: The Animation (2013); asistente de producción (ep. 6)
- Space Dandy 2 (2014); animación intermedia (ep 6-7, 9-10, 13)
- Hamatora (2014); coanimación con Lerche.
- Sora no Method (2014); animación intermedia.
- It Girl (2014); video musical de Pharrell Williams.[11]